# Jasna Šekarić

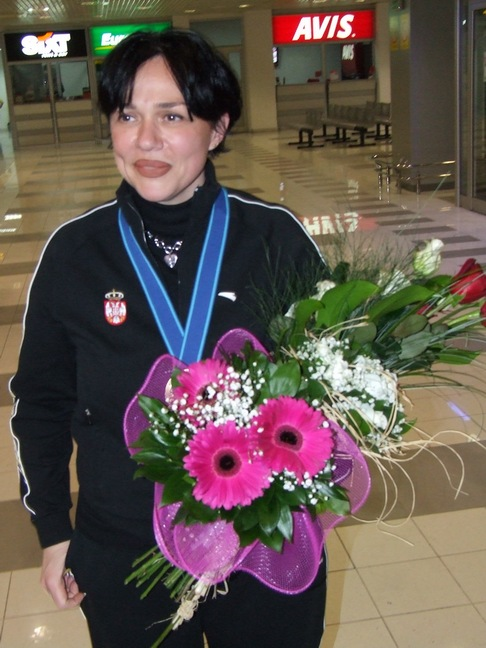
Jasna Šekarić

Jasna Šekarić (serbisch-kyrillisch Јасна Шекарић; * 17. Dezember 1965 in Belgrad, Jugoslawien als Jasna Brajković) ist eine serbische Sportschützin.

## Werdegang
Sie wurde in Belgrad (SR Serbien) geboren und wuchs in Osijek (SR Kroatien) damals Teile Jugoslawiens, auf, wo sie mit dem Schießen begann. Bei den Schulwettbewerben trat sie zunächst mit einem Gewehr an und erzielte achtbare Ergebnisse bei den regionalen Meisterschaften. In den folgenden Jahren wechselte sie zur Pistole. 1990 zog sie nach Belgrad. Sie ist geschieden und hat zwei Kinder.
2008 war sie bei den Eröffnungsfeier der Olympischen Spiele die Fahnenträgerin Serbiens.
Obwohl Šekarić nie die Nationalität gewechselt hat, ist sie bei ihren sieben Teilnahmen an Olympischen Spielen unter vier Flaggen angetreten. Sie nahm an den Olympischen Spielen 1988 für Jugoslawien teil. Da Jugoslawien vier Jahre später unter UN-Sanktionen stand, nahm sie als unabhängige olympische Teilnehmerin teil. Ihre nächsten beiden Olympischen Spiele fanden unter der Flagge der Bundesrepublik Jugoslawien statt (der rote Stern wurde von der Flagge der SFRJ entfernt). 2004 trat sie als Vertreterin von Serbien und Montenegro an, die die gleiche Flagge wie die Bundesrepublik Jugoslawien hatte und trat schließlich 2008 für Serbien an. Ein weiterer Athlet, der unter vier verschiedenen Flaggen antrat, war der serbisch-amerikanische Tischtennisspieler Ilija Lupulesku, der dabei jedoch die Nationalität wechselte.
Šekarić gewann bei den Olympischen Spielen 1988 in Seoul die Goldmedaille in 10 m Luftpistole und Bronze in 25 m Pistole. Sie war dreimal Weltmeisterin (Budapest 1987, Sarajewo 1989, und Mailand 1994) und fünfmal Europameisterin (Espoo 1986, Manchester 1991, Budapest 1992 und 1996, und Belgrad 2005).
In den Jahren 1990, 1994 und 2005 wurde sie zur weltbesten Schützin gekürt. Die International Shooting Sport Federation verlieh ihr 2000 den Titel „Schütze des Millenniums“. Außerdem gewann sie vier Goldmedaillen (Athen 1991, Bari 1997, Tunis 2001 und Almería 2005) und eine Silber- und Bronzemedaille (Pescara 2009) bei den Mittelmeerspielen. Ihre erste Medaille holte sich Jasna Šekarić bei der Europameisterschaft in Osijek im Jahr 1985. Die damals 19-jährige Schützin bekam Bronze. Die bisher letzte Medaille erhielt Jasna Šekarić 2014 bei der Weltmeisterschaft im Team Wettbewerb. Sie errang die Goldmedaille. 2016 zog sie sich von den internationalen Wettkämpfen zurück.
Sie gewann sechsmal beim Weltcup-Finale und gewann sechs Crystal Globes; einen in der Disziplin Pistole (1988) und fünf mit der Luftpistole (1990, 1996, 1997 und 2005). Beim Weltcup-Finale 1996 stellte sie den Weltrekord mit 392 Punkten auf, verbesserte diesen dann auf 392,7. Sie gewann insgesamt 98 Medaillen bei Wettkämpfen in ihrer Karriere; 61 Weltcup-Medaillen, acht Weltcup-Finale-Medaillen, 10 Europameisterschaftsmedaillen, acht Mittelmeerspiele-Medaillen, sechs Weltmeisterschaftsmedaillen und fünf olympische Medaillen hat Jasna Šekarić in den letzten 25 Jahren errungen, davon 57 Goldmedaillen.
Sie nahm insgesamt siebenmal an den Olympischen Spielen teil (Seoul 1988, Barcelona 1992, Atlanta 1996, Sydney 2000, Athen 2004, Peking 2008 und London 2012). Sie wurde sechsmal vom Nationalen Komitee Serbiens zur Besten Sportlerin gekürt (1994, 1995, 1997, 2000, 2004 und 2005). Jasna Šekarić gehört dem Schießsportverein SK Roter Stern Belgrad an.

## Olympische Erfolge
- Olympische Spiele 1988 – Gold in 10 m Luftpistole und Bronze in 25 m Pistole
- Olympische Spiele 1992 – Silber in 10 m Luftpistole
- Olympische Spiele 2000 – Silber in 10 m Luftpistole
- Olympische Spiele 2004 – Silber in 10 m Luftpistole

## Weitere Erfolge
- Weltmeisterin (Einzel) 1987, 1990 und 1994
- Weltmeisterin (Team) 2014
- Vizeweltmeisterin (Einzel) 1989
- WM-Bronzemedaille (Team) 1991
- Europameisterin (Einzel) 1986, 1991, 1992, 1996 und 2005
- Vizeeuropameisterin (Einzel) 1990
- EM-Bronzemedaille (Einzel) 1985, 1994, 1999 und 2001
- Weltcup-Finale (Gold) 2× 1988, 1990, 1996, 1997 und 2005
- Weltcup-Finale (Silber) 1991
- Weltcup-Finale (Bronze) 1989
- Weltcup (Gold) 37-mal
- Weltcup (Silber) 14-mal
- Weltcup (Bronze) 10-mal
- Mittelmeerspiele (Gold) 1991, 1997, 2001 und 2005
- Mittelmeerspiele (Silber) 2009
- Mittelmeerspiele (Bronze) 1997, 2009 und 2013

## Auszeichnungen
- Sportlerin der Jahres (Jugoslawien): 1988, 1994, 1995, 1997
- Sportlerin des Jahres (Serbien und Montenegro): 2004, 2005
- International Shooting Sport Federation Shooter of the Millenium: 2000